# Galatasaray Spor Kulübü 2022-2023 (pallavolo femminile)
Questa voce raccoglie le informazioni riguardanti il Galatasaray Spor Kulübü nelle competizioni ufficiali della stagione 2022-2023.

## Stagione
Il Galatasaray Spor Kulübü utilizza la denominazione sponsorizzata Galatasaray HDI Sigorta nella stagione 2022-23.
Ottiene un quinto posto al termine della regular season di Sultanlar Ligi, qualificandosi per i play-off per il quinto posto, dove viene sconfitto in finale dal Nilüfer, chiudendo al sesto posto. In Coppa di Turchia non va oltre i quarti di finale, estromesso dal VakıfBank.
In ambito europeo è di scena in Coppa CEV, dove viene eliminato dalle italiane della Savino Del Bene, future campionesse del torneo.

## Organigramma societario
Area direttiva
- Presidente: Dursun Özbek

Area tecnica
- Allenatore: Ataman Güneyligil
- Allenatore in seconda: Gençer Yarkin
- Scoutman: Emre Türkileri

## Rosa
| N° | Nome                 | Ruolo | Data di nascita   | Nazionalità sportiva |
| -- | -------------------- | ----- | ----------------- | -------------------- |
| 1  | Anthī Vasilantōnakī  | S     | 9 aprile 1996     | Grecia               |
| 2  | İlkin Aydın          | S     | 5 gennaio 2000    | Turchia              |
| 3  | Gizem Güreşen        | L     | 14 gennaio 1987   | Turchia              |
| 4  | Karmen Aksoy         | C     | 8 luglio 2003     | Turchia              |
| 5  | Mina Popović         | C     | 16 settembre 1994 | Serbia               |
| 6  | Sude Hacımustafaoğlu | S     | 25 marzo 2002     | Turchia              |
| 7  | Fatma Beyaz          | C     | 16 aprile 1995    | Turchia              |
| 7  | Emine Arıcı          | C     | 17 gennaio 1997   | Turchia              |
| 8  | Eda Kafkas           | P     | 16 ottobre 2001   | Turchia              |
| 10 | Ayçin Akyol          | C     | 15 giugno 1999    | Turchia              |
| 11 | Gamze Alikaya        | P     | 1º gennaio 1993   | Turchia              |
| 12 | Bihter Dumanoğlu     | L     | 3 febbraio 1995   | Turchia              |
| 14 | Özge Arslanalp       | P     | 28 gennaio 2004   | Turchia              |
| 18 | Beren Yeşilırmak     | O     | 1º giugno 2005    | Turchia              |
| 20 | İrem Özsoy           | L     | 13 giugno 2003    | Turchia              |
| 22 | Katherine Bell       | O     | 5 marzo 1993      | Stati Uniti          |
| 33 | Logan Eggleston      | S     | 13 novembre 2000  | Stati Uniti          |
| 90 | Fulden Ural          | S     | 3 gennaio 1991    | Turchia              |

## Statistiche

### Statistiche di squadra
| Competizione     | Punti | In casa | In casa | In casa | In trasferta | In trasferta | In trasferta | Totale | Totale | Totale |
| Competizione     | Punti | G       | V       | P       | G            | V            | P            | G      | V      | P      |
| ---------------- | ----- | ------- | ------- | ------- | ------------ | ------------ | ------------ | ------ | ------ | ------ |
| Sultanlar Ligi   | 50    | 15      | 9       | 6       | 15           | 10           | 5            | 30     | 19     | 11     |
| Coppa di Turchia | 7     | 0       | 0       | 0       | 1            | 0            | 1            | 4      | 2      | 2      |
| Coppa CEV        | -     | 1       | 0       | 1       | 1            | 0            | 1            | 2      | 0      | 2      |
| Totale           | -     | 16      | 9       | 7       | 17           | 10           | 7            | 36     | 21     | 15     |

G = partite giocate; V = partite vinte; P = partite perse

### Statistiche dei giocatori
| Giocatore          | Campionato | Campionato | Campionato | Campionato | Campionato | Coppa di Turchia | Coppa di Turchia | Coppa di Turchia | Coppa di Turchia | Coppa di Turchia | Coppa CEV | Coppa CEV | Coppa CEV | Coppa CEV | Coppa CEV | Totale | Totale | Totale | Totale | Totale |
| Giocatore          | P          | PT         | AV         | MV         | BV         | P                | PT               | AV               | MV               | BV               | P         | PT        | AV        | MV        | BV        | P      | PT     | AV     | MV     | BV     |
| ------------------ | ---------- | ---------- | ---------- | ---------- | ---------- | ---------------- | ---------------- | ---------------- | ---------------- | ---------------- | --------- | --------- | --------- | --------- | --------- | ------ | ------ | ------ | ------ | ------ |
| K. Aksoy           | 4          | 8          | 6          | 1          | 1          | 3                | 4                | 2                | 2                | 0                | -         | -         | -         | -         | -         | 7      | 12     | 8      | 3      | 1      |
| A. Akyol           | 28         | 251        | 167        | 61         | 23         | 4                | 31               | 22               | 8                | 1                | 2         | 11        | 10        | 0         | 1         | 34     | 293    | 199    | 69     | 25     |
| G. Alikaya         | 28         | 79         | 38         | 22         | 19         | 4                | 14               | 7                | 6                | 1                | 2         | 2         | 2         | 0         | 0         | 34     | 95     | 47     | 28     | 20     |
| E. Arıcı           | 12         | 36         | 20         | 12         | 4          | 0                | 0                | 0                | 0                | 0                | -         | -         | -         | -         | -         | 12     | 36     | 20     | 12     | 4      |
| Ö. Arslanalp       | 7          | 1          | 0          | 0          | 1          | 0                | 0                | 0                | 0                | 0                | -         | -         | -         | -         | -         | 7      | 1      | 0      | 0      | 1      |
| İ. Aydın           | 30         | 329        | 273        | 36         | 20         | 4                | 43               | 37               | 2                | 4                | 2         | 12        | 11        | 0         | 1         | 36     | 384    | 321    | 38     | 25     |
| K. Bell            | 12         | 66         | 55         | 9          | 2          | 3                | 26               | 21               | 3                | 2                | 1         | 2         | 2         | 0         | 0         | 16     | 94     | 78     | 12     | 4      |
| F. Beyaz           | 4          | 11         | 4          | 5          | 2          | 0                | 0                | 0                | 0                | 0                | 0         | 0         | 0         | 0         | 0         | 4      | 11     | 4      | 5      | 2      |
| B. Dumanoğlu       | 21         | 0          | 0          | 0          | 0          | 2                | 0                | 0                | 0                | 0                | 1         | 0         | 0         | 0         | 0         | 24     | 0      | 0      | 0      | 0      |
| L. Eggleston       | 17         | 223        | 196        | 12         | 15         | 1                | 6                | 6                | 0                | 0                | -         | -         | -         | -         | -         | 18     | 229    | 202    | 12     | 15     |
| G. Güreşen         | 17         | 0          | 0          | 0          | 0          | 3                | 0                | 0                | 0                | 0                | 1         | 0         | 0         | 0         | 0         | 21     | 0      | 0      | 0      | 0      |
| S. Hacımustafaoğlu | 30         | 87         | 72         | 2          | 13         | 4                | 1                | 1                | 0                | 0                | 2         | 13        | 11        | 1         | 1         | 36     | 101    | 84     | 3      | 14     |
| E. Kafkas          | 19         | 14         | 6          | 2          | 2          | 3                | 0                | 0                | 0                | 0                | 2         | 1         | 1         | 0         | 0         | 24     | 15     | 7      | 2      | 2      |
| İ. Özsoy           | 9          | 0          | 0          | 0          | 0          | 0                | 0                | 0                | 0                | 0                | 0         | 0         | 0         | 0         | 0         | 9      | 0      | 0      | 0      | 0      |
| M. Popović         | 28         | 226        | 120        | 75         | 31         | 4                | 42               | 21               | 15               | 6                | 2         | 14        | 6         | 8         | 0         | 34     | 282    | 147    | 98     | 37     |
| F. Ural            | 17         | 19         | 18         | 0          | 1          | 2                | 0                | 0                | 0                | 0                | 2         | 2         | 2         | 0         | 0         | 21     | 21     | 20     | 0      | 1      |
| A. Vasilantōnakī   | 30         | 626        | 555        | 40         | 32         | 4                | 80               | 69               | 5                | 6                | 2         | 39        | 32        | 3         | 4         | 36     | 745    | 656    | 48     | 42     |
| B. Yeşilırmak      | 11         | 23         | 19         | 1          | 3          | 1                | 4                | 3                | 1                | 0                | 1         | 4         | 4         | 0         | 0         | 13     | 31     | 26     | 2      | 3      |

P = presenze; PT = punti totali; AV = attacchi vincenti; MV = muri vincenti; BV = battute vincenti